# Alan D. Taylor
Pour les articles homonymes, voir Alan Taylor (homonymie) et Taylor.
Alan Dana Taylor est un mathématicien américain né le 27 octobre 1947. Il a résolu avec Steven Brams le problème du partage équitable pour un nombre de personnes quelconque.
Il a reçu son Ph.D. en 1975 au Dartmouth College.
Son nombre d'Erdős est de 1, vu qu'il a écrit un papier avec Paul Erdős en 1992.